# Květov
Květov je obec v okrese Písek v Jihočeském kraji. Žije v ní 119 obyvatel. K obci náleží i osada Vůsí.

## Historie
Vesnice byla majetkem milevského kláštera. První písemná zmínka o vesnici pochází z roku 1460. Po husitských válkách přešla do držení hradu Zvíkov. V 16. století na návrší nad Hrejkovickým potokem vystavěl Jan ze Švamberka starší tvrz. Po jeho smrti tvrz společně s okolními vesnicemi přešla do držení jeho manželky. Po její smrti zdědil vše její syn Kryštof ze Švamberka. Dalšími majiteli po Švambercích od roku 1623 byli Eggenbergové, kteří ves připojili k zvíkovsko-orlickému panství a po nich od roku 1727 Schwarzenbergové, kterým Květov patřil až do roku 1850.
Sbor dobrovolných hasičů byl založený roku 1891.

## Obyvatelstvo
| Rok            | 1869 | 1880 | 1890 | 1900 | 1910 | 1921 | 1930 | 1950 | 1961 | 1970 | 1980 | 1991 | 2001 | 2011 | 2021 |
| -------------- | ---- | ---- | ---- | ---- | ---- | ---- | ---- | ---- | ---- | ---- | ---- | ---- | ---- | ---- | ---- |
| Počet obyvatel | 661  | 560  | 476  | 489  | 492  | 464  | 458  | 297  | 330  | 255  | 197  | 125  | 107  | 113  | 104  |
| Počet domů     | 65   | 70   | 69   | 69   | 74   | 76   | 80   | 85   | 78   | 74   | 55   | 66   | 82   | 86   | 87   |

## Obecní správa
Mezi lety 1850–1976 byl Květov obcí v okrese Milevsko (1850–1950) a později v okrese Písek. Od 1. dubna 1976 do 23. listopadu 1990 patřil jako část obce ke Kučeři a od 24. listopadu 1990 je opět samostatnou obcí.

### Části obce
Obec Květov se skládá ze dvou částí na stejnojmenných katastrálních územích.
- Květov
- Vůsí

### Obecní symboly
Znak a vlajka byly obci uděleny rozhodnutím předsedy Poslanecké sněmovny Parlamentu České republiky dne 23. března 2021.

## Pamětihodnosti
- V obci se nachází pozdně gotický kostel svatého Jana Křtitele a Panny Marie z roku 1567.[9] Kostel se nachází asi 1,5 kilometru severně od obce na návrší v osadě zvané Svatý Jan. Roku 1567 jej na své náklady vybudoval místní občan Jan Kotrba na místě kaple z předhusitských dob, která byla v 16. století uvedená jako pustá. Pozdější opravu financoval orlický úředník František Kuka v roce 1777.[4][10] K 1. listopadu 1959 byla na tento kostel přenesena farní správa ze zatopené obce Červená nad Vltavou[11] a konají se v něm nedělní bohoslužby.[12] Kostel je chráněný jako kulturní památka.
- U příjezdové cesty ke kostelu se nachází drobný litinový kříž.
- Vedle kostela se nachází kamenný kříž a pomník padlým občanům v první světové válce.
- V obci se nachází kaple Neposkvrněného početí Panny Marie s kamenným portálkem nad vchodem, která nese dataci roku 1862.[13]
- Na křižovatce v obci je litinový kříž z roku 1879.
- Tyrolský dům z roku 1814 je lovecký schwarzenberský zámeček, který se nachází v areálu obory.[4] Tyrolský dům je chráněný jako kulturní památka.
- K Tyrolskému domu náleží dřevěná kaple svatého Huberta. Kaple je z roku 1903.[4] Vysvěcena byla téhož roku. Byla postavena pro potřeby loveckých hostů. Kaple byla postavena na počest výročí zlaté svatby Karla II. Schwarzenberga s kněžnou Vilemínou Oettingen Wallersteinovou.[13] Také tato kaple je chráněná jako kulturní památka.
- Rukávečská obora, zvaná též „Květovská obora“, v areálu obory je vymezena přírodní památka Rukávečská obora ev. č. 376, která se nachází v okrese Písek. Správa AOPK České Budějovice.
- Roku 1995 se Květov stal vesnickou památkovou zónou. V obci se nachází památkově chráněné roubené i zděné usedlosti jihočeské lidové architektury. Jedná se o usedlost čp. 2. 3 a 4. Všechny byly vystavěny zednickým mistrem z nedaleké Kučeře po velkém požáru, který poškodil obec v roce 1904. Roubená sýpka u usedlosti čp. 4. přestála požár bez úhony.

## Galerie

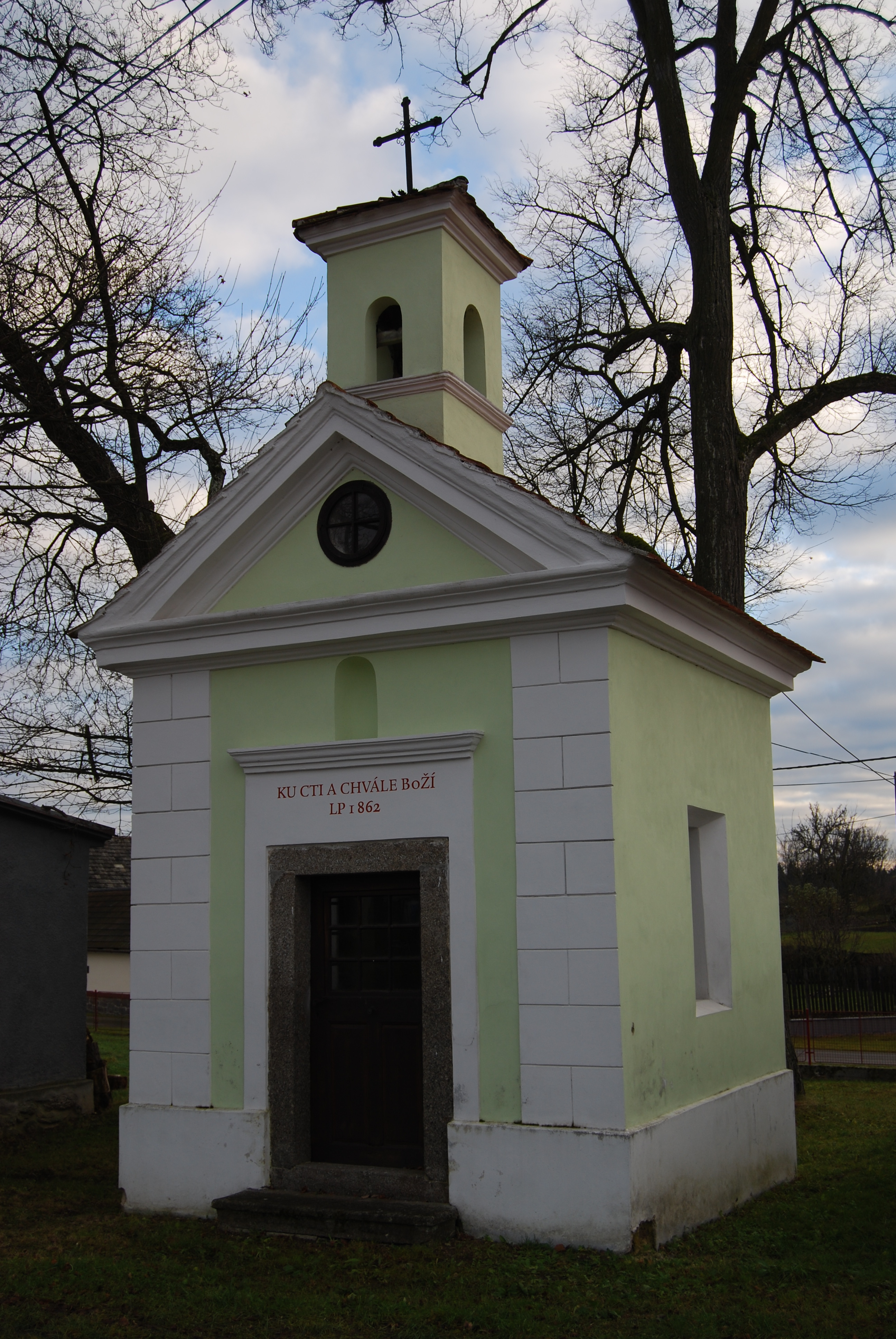
Kaple v obci
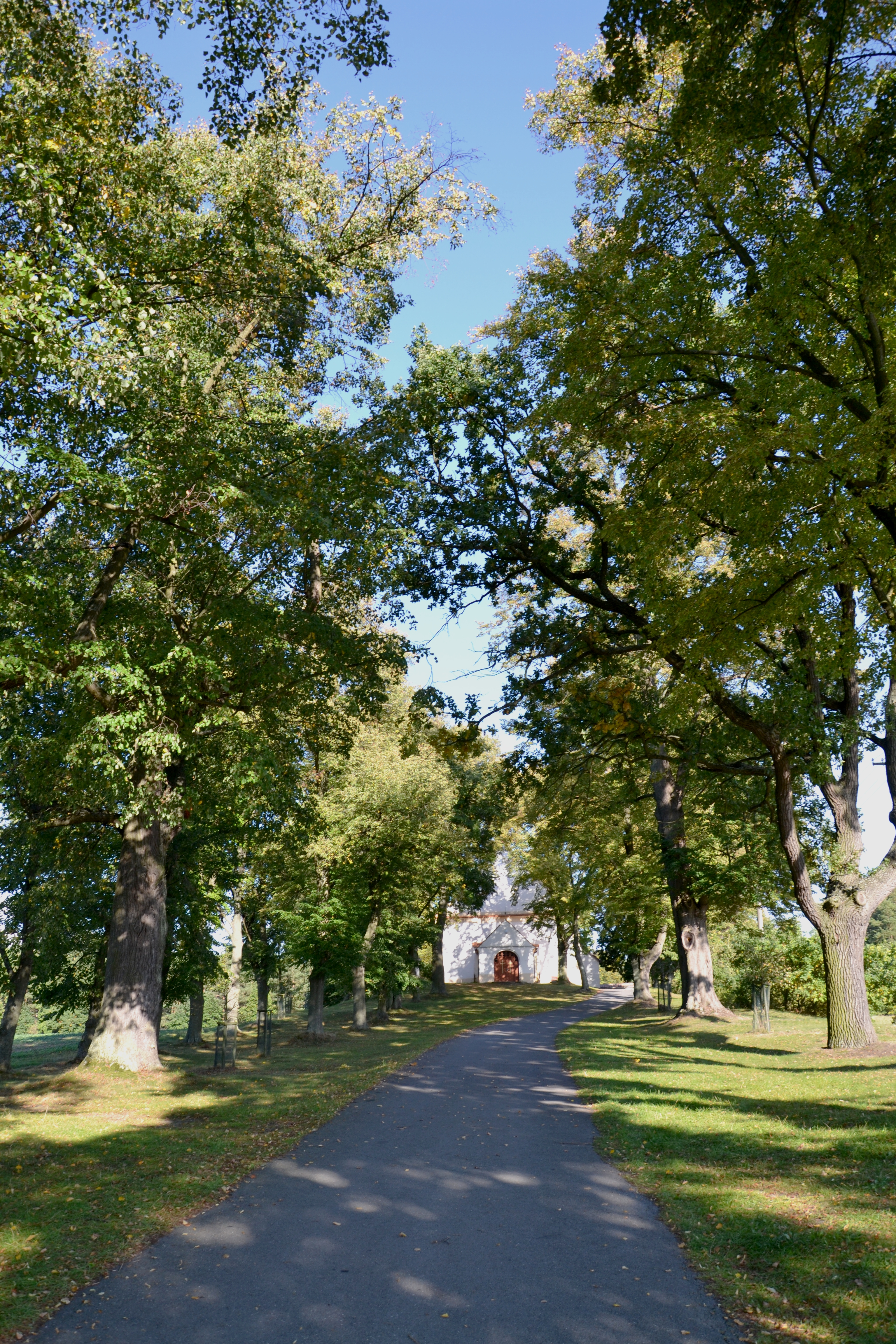
Svatý Jan, alej
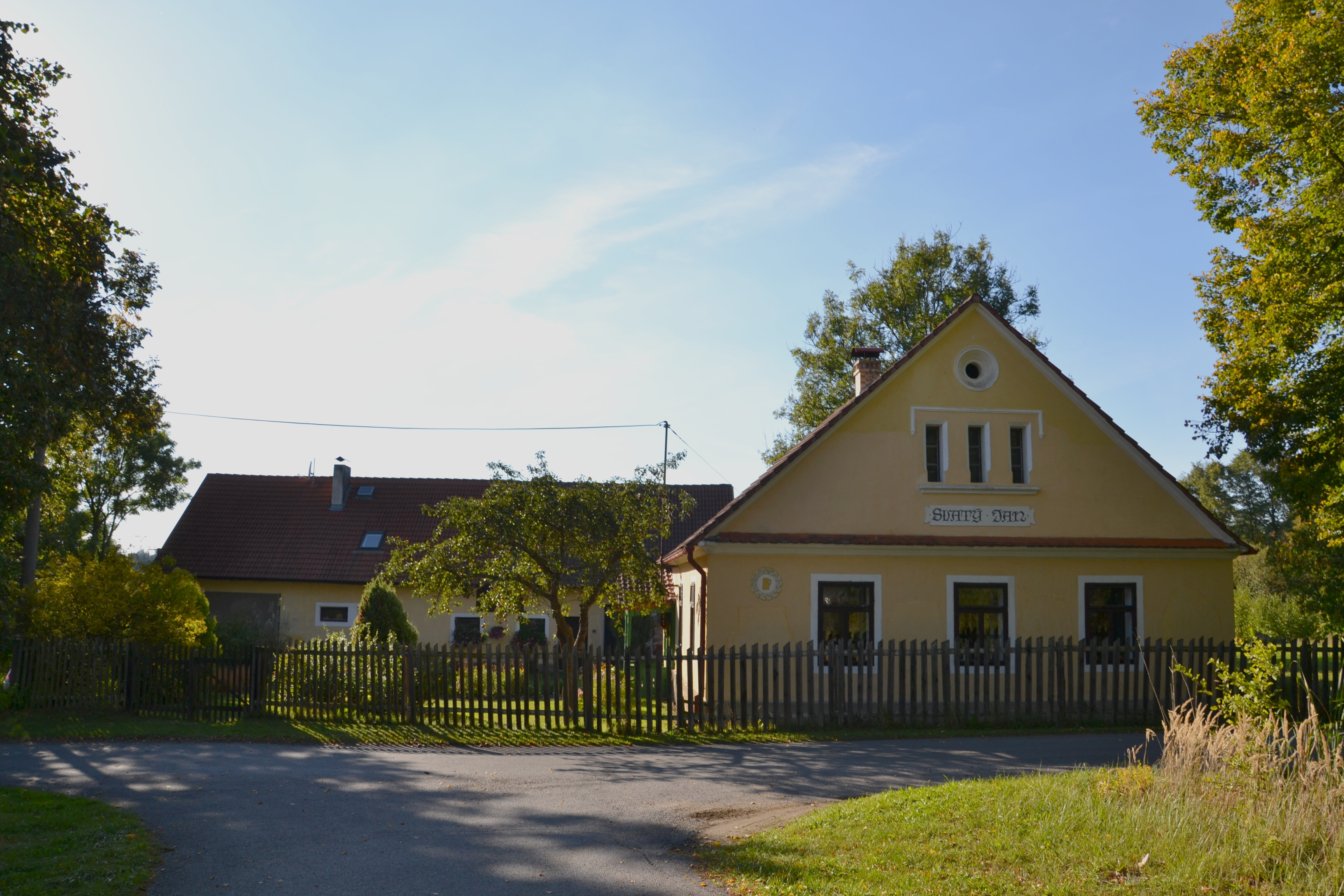
Svatý Jan, chaloupka
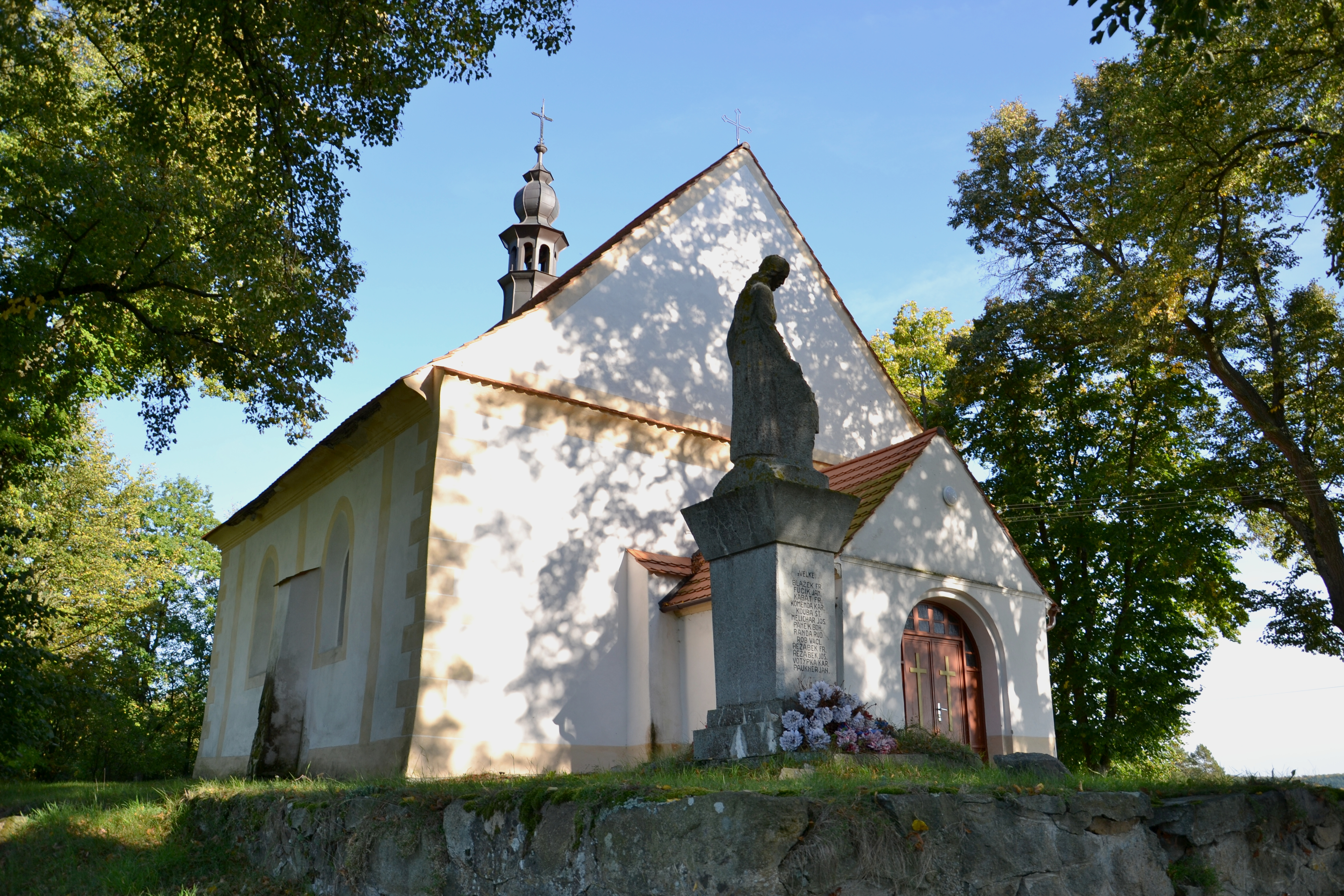
Svatý Jan, socha
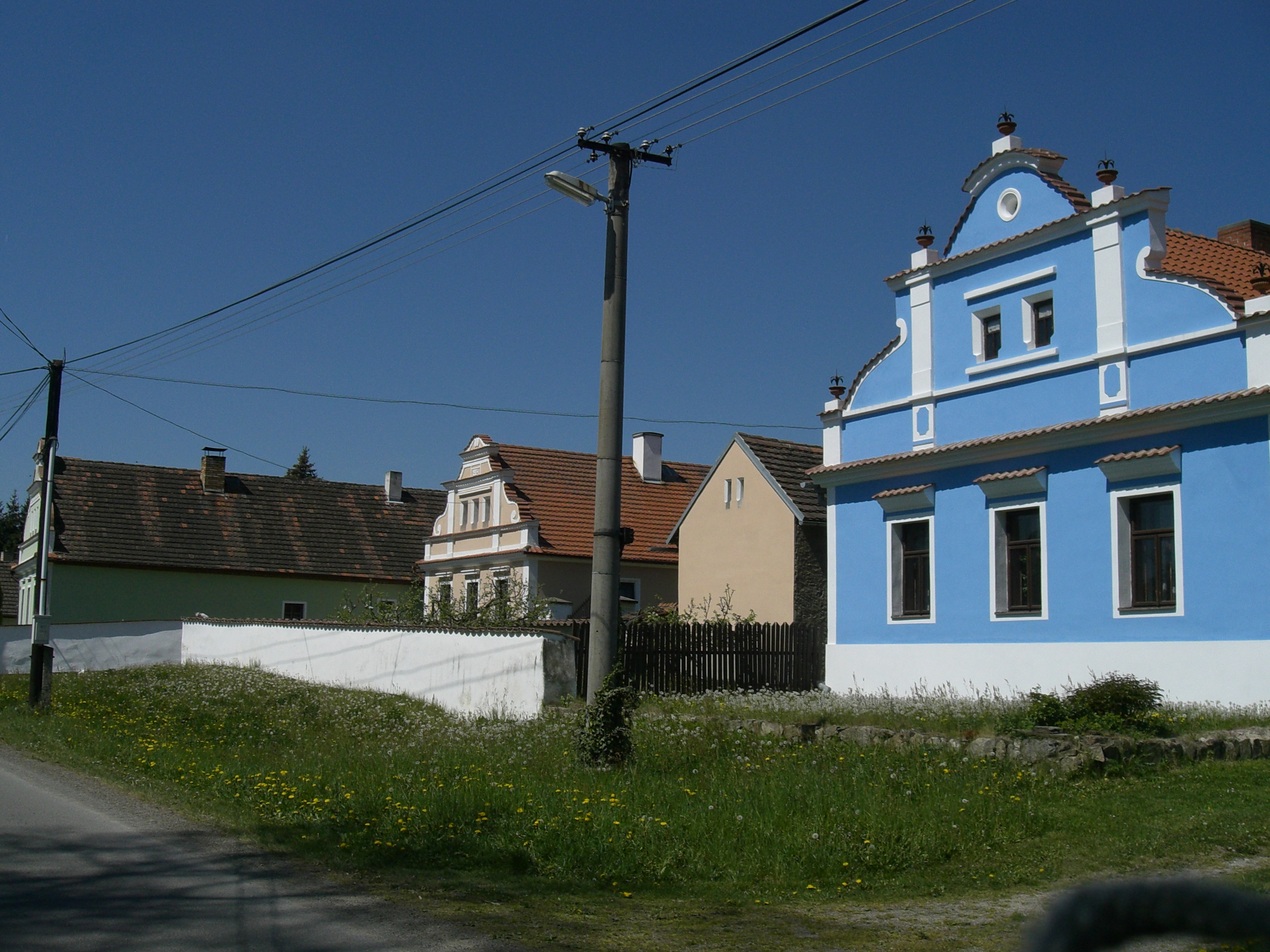
Selské stavení
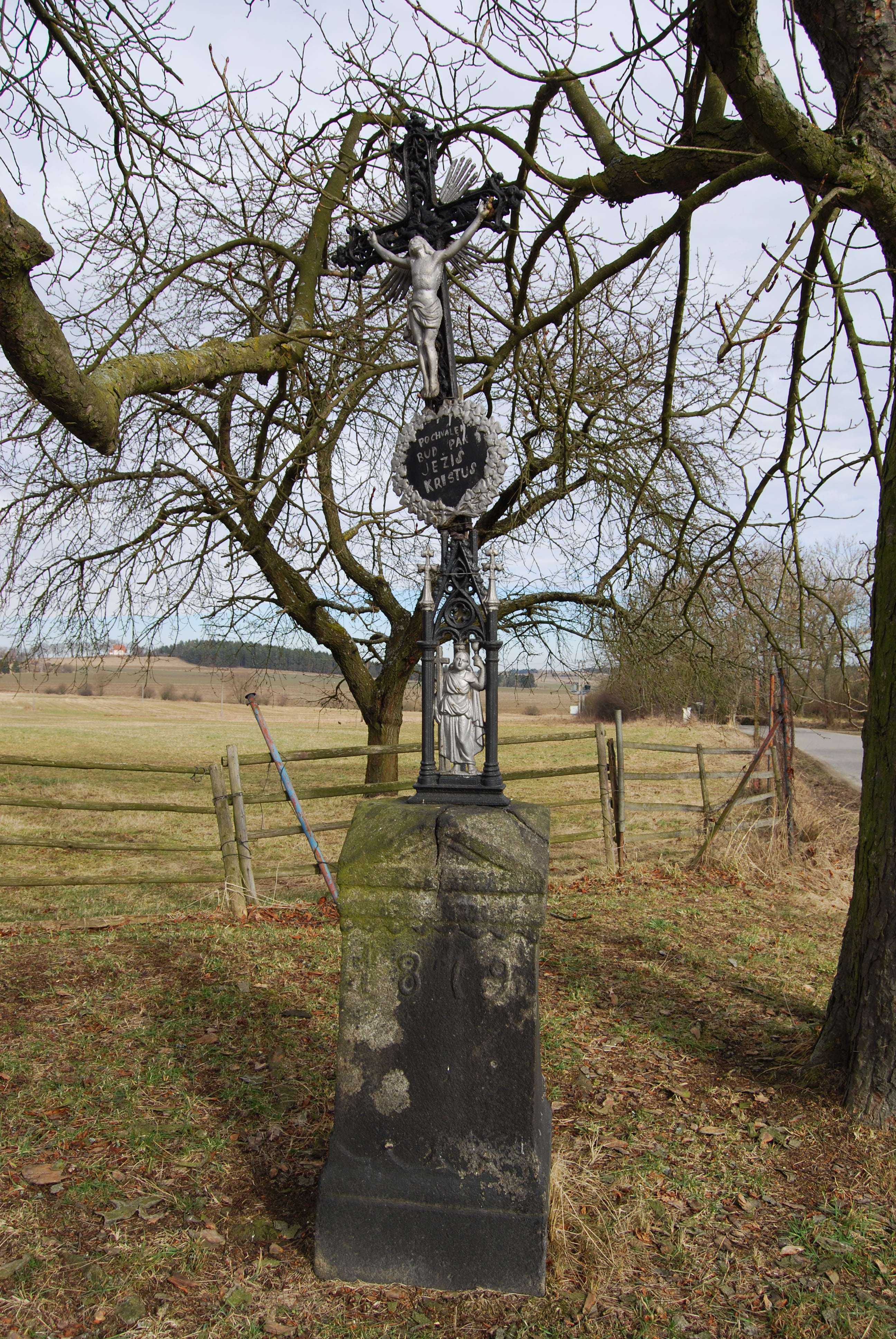
Křížek
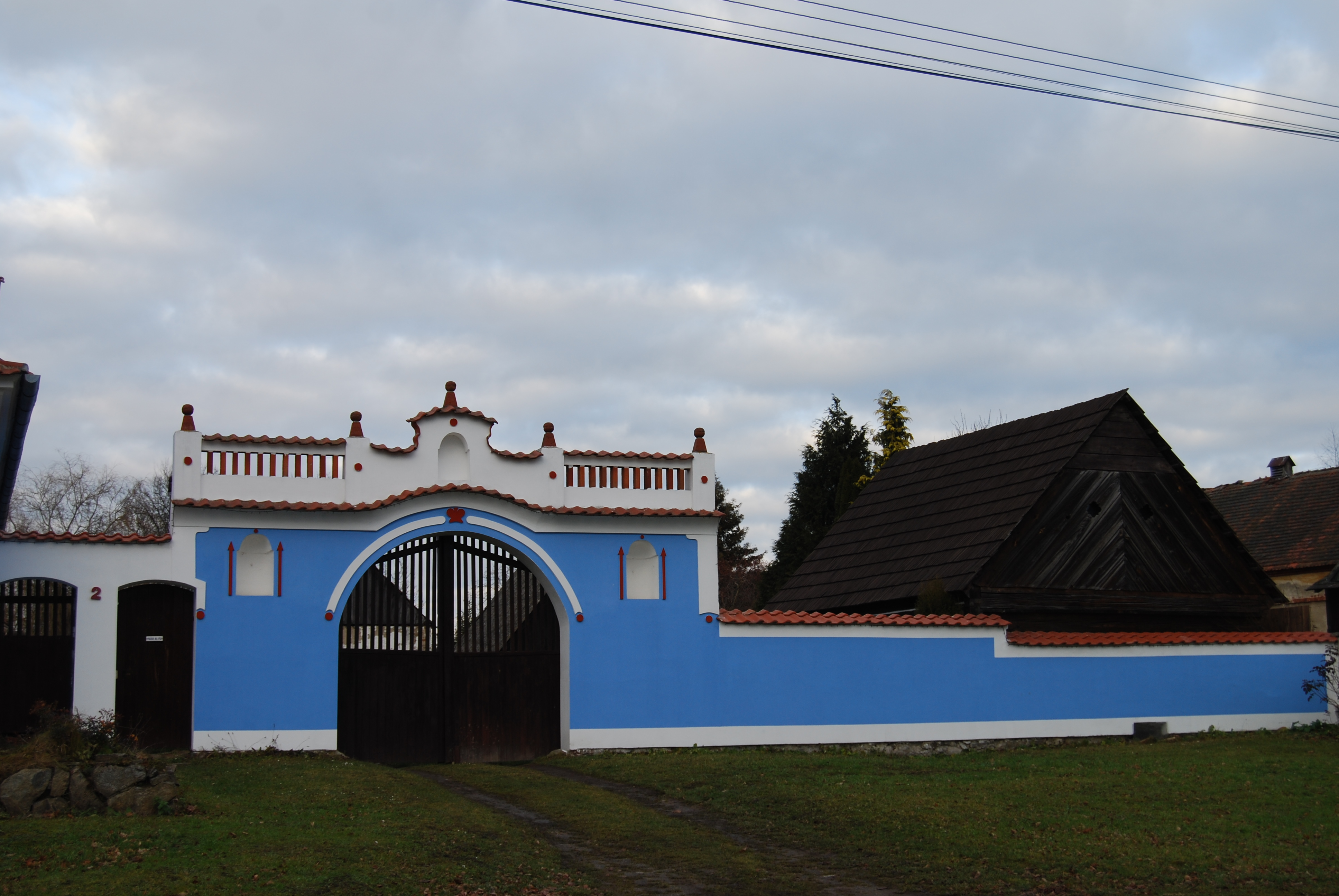
Stavení čp. 2
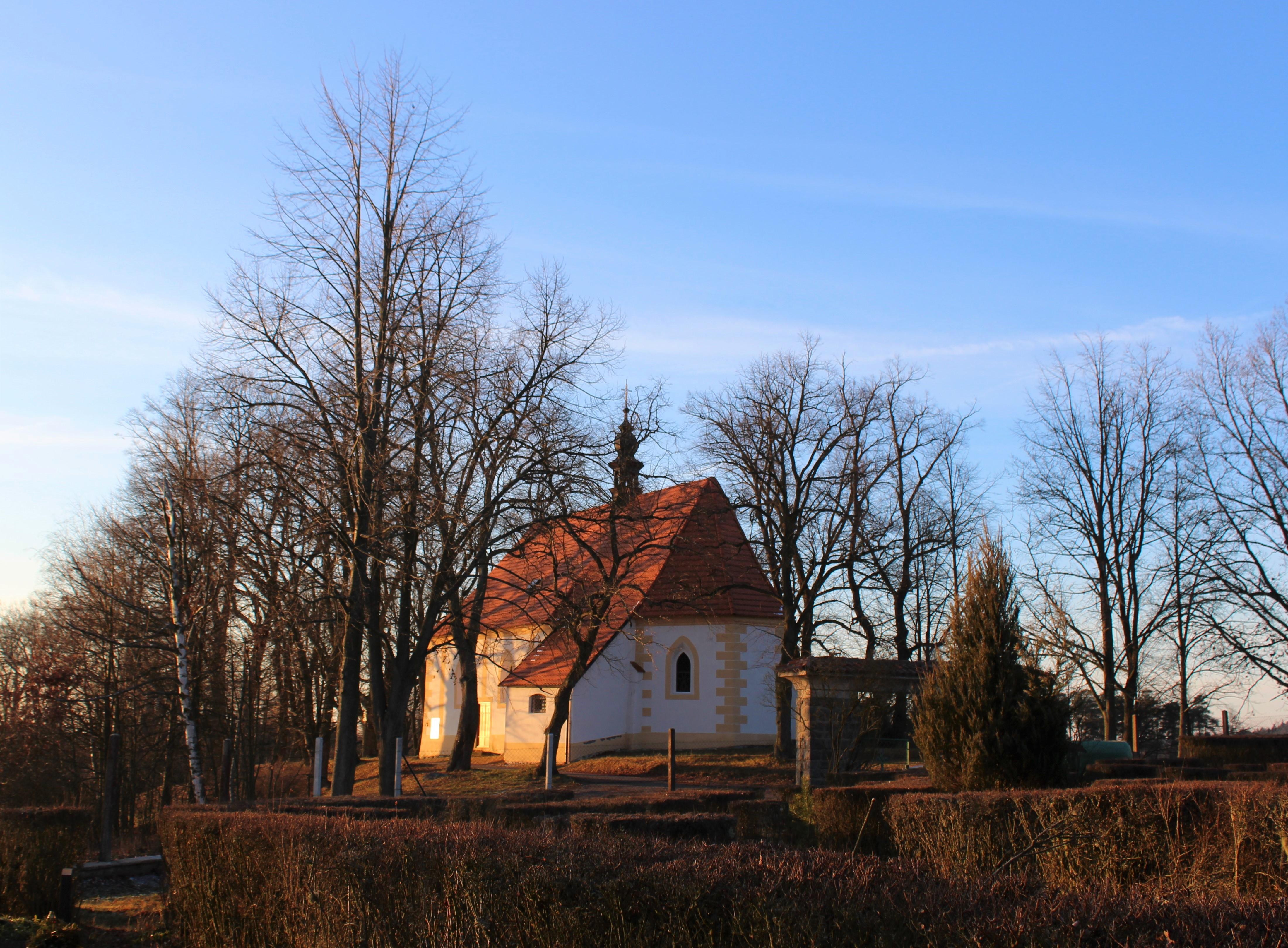
Kostel svatého Jana Křtitele